# Bogdan Szczepankowski
Bogdan Szczepankowski (ur. 3 maja 1939) – polski nauczyciel niesłyszącej młodzieży i nauczyciel akademicki, profesor zwyczajny, zatrudniony na Uniwersytecie Kardynała Stefana Wyszyńskiego w Warszawie i w Wyższej Szkole Pedagogicznej w Łodzi. 

## Życiorys
Ukończył magisterskie studia matematyczne oraz podyplomowe studia logopedyczne i surdopedagogiczne. Doktoryzował się w Akademii Pedagogiki Specjalnej w Warszawie, a habilitację w zakresie pedagogiki specjalnej uzyskał na Uniwersytecie Adama Mickiewicza w Poznaniu. W 2010 roku otrzymał tytuł naukowy profesora.
Od 1960 roku jest związany ze środowiskiem niesłyszących. Jest współtwórcą polskiego systemu językowo-migowego, a jako pierwszy dokonał opisu tego systemu dla celów nauczania. Autor bądź współautor ponad 50 książek, wśród których są takie tytuły jak Fonetyka akustyczna, audytywna i wizualna, Oczy pomagają słyszeć, Niesłyszący - głusi – głuchoniemi: wyrównywanie szans, Podstawy języka migowego, Zarys historii stowarzyszeń głuchoniemych 1876-1946, Język migowy w zakładzie pracy, Szkolny słownik języka migowego, Język migany w szkole, Lektorat języka migowego, Słownik liturgiczny języka migowego, Wspomaganie rozwoju dziecka niesłyszącego - audiofonologia pedagogiczna.
Jest także autorem ponad 30 programów nauczania, ponad 80 scenariuszy filmów dydaktycznych, oraz ponad 200 artykułów i referatów zamieszczanych w pracach zbiorowych oraz fachowych i środowiskowych czasopismach lub prezentowanych na krajowych i międzynarodowych kongresach i konferencjach. Ponadto jest ekspertem w dziedzinie języka migowego, twórca systemu kształcenia w tym zakresie, współinicjator i organizator letnich szkół języka migowego, podczas których nauczyciele niesłyszących dzieci opanowują podstawy języka migowego. Współpracował z kilkoma uczelniami prowadząc specjalistyczne zajęcia dydaktyczne z zakresu surdopedagogiki i surdologopedii – Akademią Podlaską w Siedlcach, Uniwersytetem Warszawskim, Uniwersytetem Gdańskim, Katolickim Uniwersytetem Lubelskim, Uniwersytetem Marii Curie-Skłodowskiej w Lublinie i Instytutem Badań Edukacyjnych w Warszawie.
Jest współzałożycielem kilku organizacji osób niepełnosprawnych, w tym Krajowej Rady Osób Niepełnosprawnych, Towarzystwa Pomocy Głuchoniewidomym, Krajowej Rady Oświaty Specjalnej oraz Stowarzyszenia Popierania Edukacji Niepełnosprawnych „Hefajstos”. Będąc osobą słabosłyszącą, propaguje prawo ludzi niepełnosprawnych do podmiotowości.